# 1790
1790 (MDCCXC) a fost un obișnuit al calendarului gregorian, care a început într-o zi de joi.

## Arte, știință, literatură și filozofie
- 26 ianuarie: Opera "Cosi Fan Tutte" de Mozart are premiera la Viena.

## Nașteri
- 12 martie: John Frederic Daniell, om de știință britanic (d. 1845)
- 18 martie: Astolphe Louis Léonor Custine, marchiz francez (d. 1857)
- 29 martie: John Tyler, al 10-lea președinte al SUA (d. 1862)
- 2 iulie: Leopold, Prinț de Salerno, fiul regelui Ferdinand I al celor Două Sicilii (d. 1851)
- 4 iulie: George Everest, geodez britanic (d. 1866)
- 29 august: Leopold, Mare Duce de Baden (d. 1852)
- 21 octombrie: Alphonse de Lamartine, poet, scriitor și politician francez (d. 1869)
- 16 decembrie: Regele Leopold I al Belgiei (d. 1865)
- 23 decembrie: Jean-François Champollion, orientalist francez (d. 1832)

## Decese
- 18 februarie: Elisabeta de Württemberg (n. Elisabeth Wilhelmine Luise), 22 ani, arhiducesă de Austria (n. 1767)
- 20 februarie: Iosif al II-lea, Împărat Roman (n. Joseph Benedikt August Johannes Anton Michael Adam), 48 ani (n. 1741)
- 6 aprilie: Ludovic al IX-lea, Landgraf de Hesse-Darmstadt, 70 ani (n. 1719)
- 17 aprilie: Benjamin Franklin, 84 ani, om de stiință, inventator, filosof, Founding Father, ambasador, profesor și om politic american (n. 1706)
- 17 iulie: Adam Smith, 67 ani, economist, om politic și filosof scoțian (n. 1723)
- 18 septembrie: Prințul Henry, Duce de Cumberland și Strathearn (n. Henry Frederick), 44 ani, fratele regelui George al III-lea (n. 1745)